# Автоматизована система керування виробництвом
Автоматизóвана систéма керувáння виробн́ицтвом (АСКВ) — використання комп'ютерів для управління процесом виробництва, особливо використання керованих верстатів і роботів на підприємствах. На деяких фабриках весь процес проектування і виробництва автоматизований шляхом об'єднання САПР (Системи Автоматичного Проектування, CAD) і автоматизовані системи керування технологічними процесами АСКТП.

## Начальник відділу автоматизованої системи керування виробництвом (АСКВ)

### Завдання та обов'язки.
- Здійснює керівництво розробленням і впровадженням проектів удосконалення керування виробництвом на основі використання сукупності економіко-математичних методів, сучасних комп'ютерної техніки, комунікації і зв'язку та елементів теорії економічної кібернетики.
- Організовує проведення досліджень системи керування, порядку і методів планування і регулювання виробництва з метою визначення можливості їх формалізації та доцільності перекладу на автоматизований режим, а також вивчення проблем обслуговування автоматизованих систем керування підприємства і його підрозділів.
- Бере участь у складанні технічних завдань зі створення автоматичної системи керування виробництвом (АСКВ) і окремих її підсистем.
- Забезпечує підготовку планів проектування та упровадження АСКВ та контроль за їх виконанням, постановку задач, їх алгоритмізацію, зв'язок організаційного та технічного забезпечення всіх підсистем АСКВ, створення та впровадження типових блоків.
- Організовує роботу з удосконалення документообігу на підприємстві (визначення вхідних і вихідних документів, порядку їх уведення і виведення, приймання та переформування, передавання по каналах зв'язку, оптимізації документів, раціоналізації змісту і побудови документів, які задовольняють вимогам АСКВ і забезпечують зручність роботи відповідних виконавців), проектування технологічних схем оброблення інформації з усіх задач АСКВ і технологічних процесів оброблення інформації на автоматизований режим.
- Здійснює керівництво розробленням інструкцій, методичних і нормативних матеріалів, пов'язаних з інформаційним забезпеченням АСКВ (кодування сировини, матеріалів, готових виробів, деталей, складальних одиниць, підготовка необхідних довідників, дешифраторів тощо), уведенням підсистеми нормативно-довідкової інформації, забезпеченням правильності перенесення вихідних даних на машинні носії.
- Проводить роботу з установлення, налагодження, дослідної перевірки і введення в експлуатацію комплексу технічних засобів АСКВ.
- Забезпечує безперебійне функціонування системи і вживає оперативних заходів щодо усунення порушень, які виникають у процесі роботи.
- Організовує контроль за своєчасним надходженням первинних документів, передбачених системою, правильністю їх оформлення, передаванням у відповідні підрозділи обробленої на ЕОМ інформації.
- Аналізує відмову системи, розроблює заходи щодо підвищення якості та надійності АСКВ, розширення сфери її застосування, модернізації технічних засобів, що застосовуються, а також удосконалення організації та методів підготовки задач з алгоритмізації з метою скорочення строків і вартості проектування АСКВ.
- Надає методичну допомогу підрозділам підприємства в підготовці вихідних даних для АСКВ, розшифровці інформації, одержаної з ЕОМ, механізації та автоматизації процесів управління виробництвом.
- Керує працівниками відділу[1].